# Đội tuyển bóng đá U-23 quốc gia Bahrain
Đội tuyển bóng đá U-23 quốc gia Bahrain, còn được gọi là Đội tuyển Olympic Bahrain, đại diện cho Bahrain trong các giải thi đấu bóng đá quốc tế tại Giải vô địch bóng đá U-23 GCC và Bóng đá tại Thế vận hội Mùa hè, cũng như bất kỳ các giải đấu bóng đá quốc tế U-23 khác.

## Thành tích tại các giải đấu

### Thành tích tại Thế vận hội Mùa hè
Từ năm 1992, bóng đá tại Thế vận hội Mùa hè thay đổi thành giải đấu U-23.
| Kỷ lục Thế vận hội | Kỷ lục Thế vận hội       | Kỷ lục Thế vận hội       | Kỷ lục Thế vận hội       | Kỷ lục Thế vận hội       | Kỷ lục Thế vận hội       | Kỷ lục Thế vận hội       | Kỷ lục Thế vận hội       | Kỷ lục Thế vận hội       |
| Năm                | Kết quả                  | Vị trí                   | ST                       | T                        | H                        | B                        | BT                       | BB                       |
| ------------------ | ------------------------ | ------------------------ | ------------------------ | ------------------------ | ------------------------ | ------------------------ | ------------------------ | ------------------------ |
| 1992               | Không vượt qua vòng loại | Không vượt qua vòng loại | Không vượt qua vòng loại | Không vượt qua vòng loại | Không vượt qua vòng loại | Không vượt qua vòng loại | Không vượt qua vòng loại | Không vượt qua vòng loại |
| 1996               | Không vượt qua vòng loại | Không vượt qua vòng loại | Không vượt qua vòng loại | Không vượt qua vòng loại | Không vượt qua vòng loại | Không vượt qua vòng loại | Không vượt qua vòng loại | Không vượt qua vòng loại |
| 2000               | Không vượt qua vòng loại | Không vượt qua vòng loại | Không vượt qua vòng loại | Không vượt qua vòng loại | Không vượt qua vòng loại | Không vượt qua vòng loại | Không vượt qua vòng loại | Không vượt qua vòng loại |
| 2004               | Không vượt qua vòng loại | Không vượt qua vòng loại | Không vượt qua vòng loại | Không vượt qua vòng loại | Không vượt qua vòng loại | Không vượt qua vòng loại | Không vượt qua vòng loại | Không vượt qua vòng loại |
| 2008               | Không vượt qua vòng loại | Không vượt qua vòng loại | Không vượt qua vòng loại | Không vượt qua vòng loại | Không vượt qua vòng loại | Không vượt qua vòng loại | Không vượt qua vòng loại | Không vượt qua vòng loại |
| 2012               | Không vượt qua vòng loại | Không vượt qua vòng loại | Không vượt qua vòng loại | Không vượt qua vòng loại | Không vượt qua vòng loại | Không vượt qua vòng loại | Không vượt qua vòng loại | Không vượt qua vòng loại |
| 2016               | Không vượt qua vòng loại | Không vượt qua vòng loại | Không vượt qua vòng loại | Không vượt qua vòng loại | Không vượt qua vòng loại | Không vượt qua vòng loại | Không vượt qua vòng loại | Không vượt qua vòng loại |
| 2020               | Không vượt qua vòng loại | Không vượt qua vòng loại | Không vượt qua vòng loại | Không vượt qua vòng loại | Không vượt qua vòng loại | Không vượt qua vòng loại | Không vượt qua vòng loại | Không vượt qua vòng loại |
| 2024               | Không vượt qua vòng loại | Không vượt qua vòng loại | Không vượt qua vòng loại | Không vượt qua vòng loại | Không vượt qua vòng loại | Không vượt qua vòng loại | Không vượt qua vòng loại | Không vượt qua vòng loại |
| 2028               | Chưa xác định            | Chưa xác định            | Chưa xác định            | Chưa xác định            | Chưa xác định            | Chưa xác định            | Chưa xác định            | Chưa xác định            |
| 2032               | Chưa xác định            | Chưa xác định            | Chưa xác định            | Chưa xác định            | Chưa xác định            | Chưa xác định            | Chưa xác định            | Chưa xác định            |
| Tổng số            | .                        | .                        | .                        | .                        | .                        | .                        | .                        | .                        |

### Thành tích tại Đại hội Thể thao châu Á
Từ năm 2002, bóng đá tại Đại hội Thể thao châu Á thay đổi thành giải đấu U-23.
| Kỷ lục Đại hội Thể thao châu Á | Kỷ lục Đại hội Thể thao châu Á | Kỷ lục Đại hội Thể thao châu Á | Kỷ lục Đại hội Thể thao châu Á | Kỷ lục Đại hội Thể thao châu Á | Kỷ lục Đại hội Thể thao châu Á | Kỷ lục Đại hội Thể thao châu Á | Kỷ lục Đại hội Thể thao châu Á |
| Năm                            | Kết quả                        | ST                             | T                              | H                              | B                              | BT                             | BB                             |
| ------------------------------ | ------------------------------ | ------------------------------ | ------------------------------ | ------------------------------ | ------------------------------ | ------------------------------ | ------------------------------ |
| 2002                           | Vòng 16 đội                    | 4                              | 2                              | 0                              | 2                              | 10                             | 6                              |
| 2006                           | Vòng bảng                      | 3                              | 2                              | 0                              | 1                              | 7                              | 3                              |
| 2010                           | Vòng bảng                      | 3                              | 0                              | 1                              | 2                              | 2                              | 5                              |
| 2014                           | Không tham dự                  | Không tham dự                  | Không tham dự                  | Không tham dự                  | Không tham dự                  | Không tham dự                  | Không tham dự                  |
| 2018                           | Vòng 16 đội                    | 4                              | 1                              | 1                              | 2                              | 5                              | 11                             |
| 2022                           | Vòng 16 đội                    | 4                              | 0                              | 2                              | 2                              | 2                              | 7                              |
| 2026                           | Chưa xác định                  | Chưa xác định                  | Chưa xác định                  | Chưa xác định                  | Chưa xác định                  | Chưa xác định                  | Chưa xác định                  |
| 2030                           | Chưa xác định                  | Chưa xác định                  | Chưa xác định                  | Chưa xác định                  | Chưa xác định                  | Chưa xác định                  | Chưa xác định                  |
| 2034                           | Chưa xác định                  | Chưa xác định                  | Chưa xác định                  | Chưa xác định                  | Chưa xác định                  | Chưa xác định                  | Chưa xác định                  |
| Tổng số                        | 5/6                            | 18                             | 5                              | 6                              | 9                              | 26                             | 32                             |

### Giải vô địch bóng đá U-23 Châu Á
| Giải vô địch bóng đá U-23 châu Á | Giải vô địch bóng đá U-23 châu Á | Giải vô địch bóng đá U-23 châu Á | Giải vô địch bóng đá U-23 châu Á | Giải vô địch bóng đá U-23 châu Á | Giải vô địch bóng đá U-23 châu Á | Giải vô địch bóng đá U-23 châu Á | Giải vô địch bóng đá U-23 châu Á | Giải vô địch bóng đá U-23 châu Á |
| Năm                              | Kết quả                          | Vị trí                           | ST                               | T                                | H*                               | B                                | BT                               | BT                               |
| -------------------------------- | -------------------------------- | -------------------------------- | -------------------------------- | -------------------------------- | -------------------------------- | -------------------------------- | -------------------------------- | -------------------------------- |
| 2013                             | Không vượt qua vòng loại         | Không vượt qua vòng loại         | Không vượt qua vòng loại         | Không vượt qua vòng loại         | Không vượt qua vòng loại         | Không vượt qua vòng loại         | Không vượt qua vòng loại         | Không vượt qua vòng loại         |
| 2016                             | Không vượt qua vòng loại         | Không vượt qua vòng loại         | Không vượt qua vòng loại         | Không vượt qua vòng loại         | Không vượt qua vòng loại         | Không vượt qua vòng loại         | Không vượt qua vòng loại         | Không vượt qua vòng loại         |
| 2018                             | Không vượt qua vòng loại         | Không vượt qua vòng loại         | Không vượt qua vòng loại         | Không vượt qua vòng loại         | Không vượt qua vòng loại         | Không vượt qua vòng loại         | Không vượt qua vòng loại         | Không vượt qua vòng loại         |
| 2020                             | Vòng bảng                        | 14/16                            | 3                                | 0                                | 2                                | 1                                | 3                                | 8                                |
| 2022                             | Không vượt qua vòng loại         | Không vượt qua vòng loại         | Không vượt qua vòng loại         | Không vượt qua vòng loại         | Không vượt qua vòng loại         | Không vượt qua vòng loại         | Không vượt qua vòng loại         | Không vượt qua vòng loại         |
| 2024                             | Không vượt qua vòng loại         | Không vượt qua vòng loại         | Không vượt qua vòng loại         | Không vượt qua vòng loại         | Không vượt qua vòng loại         | Không vượt qua vòng loại         | Không vượt qua vòng loại         | Không vượt qua vòng loại         |
| Tổng số                          | Vòng bảng                        | 14/16                            | 3                                | 0                                | 2                                | 1                                | 3                                | 8                                |

### Thành tích tại giải vô địch bóng đá U-23 GCC
| Kỷ lục giải vô địch bóng đá U-23 GCC | Kỷ lục giải vô địch bóng đá U-23 GCC | Kỷ lục giải vô địch bóng đá U-23 GCC | Kỷ lục giải vô địch bóng đá U-23 GCC | Kỷ lục giải vô địch bóng đá U-23 GCC | Kỷ lục giải vô địch bóng đá U-23 GCC | Kỷ lục giải vô địch bóng đá U-23 GCC | Kỷ lục giải vô địch bóng đá U-23 GCC | Kỷ lục giải vô địch bóng đá U-23 GCC |
| Năm                                  | Vòng                                 | Vị trí                               | ST                                   | T                                    | H                                    | B                                    | BT                                   | BB                                   |
| ------------------------------------ | ------------------------------------ | ------------------------------------ | ------------------------------------ | ------------------------------------ | ------------------------------------ | ------------------------------------ | ------------------------------------ | ------------------------------------ |
| 2008                                 | Chung kết                            | Á quân                               | 4                                    | 2                                    | 1                                    | 1                                    | 6                                    | 4                                    |
| 2010                                 | Vòng bảng                            | 6/6                                  | 3                                    | 0                                    | 2                                    | 1                                    | 0                                    | 2                                    |
| 2011                                 | Vòng bảng                            | 5/6                                  | 3                                    | 1                                    | 1                                    | 1                                    | 2                                    | 5                                    |
| 2012                                 | Chung kết                            | Á quân                               | 5                                    | 3                                    | 0                                    | 2                                    | 4                                    | 7                                    |
| 2013                                 | Chung kết                            | Vô địch                              | 4                                    | 4                                    | 0                                    | 0                                    | 7                                    | 2                                    |
| 2015                                 | Vòng bảng                            | 5/6                                  | 3                                    | 1                                    | 1                                    | 1                                    | 4                                    | 3                                    |
| Tổng số                              | 6/6                                  | Tốt nhất: Vô địch                    | 22                                   | 11                                   | 5                                    | 6                                    | 23                                   | 23                                   |